# 京都府立木津高等学校
京都府立木津高等学校（きょうとふりつ きづこうとうがっこう）は、京都府木津川市木津内田山にある府立高等学校。

## 概要
1901年5月に創立された相楽郡立農学校に起源をもつ。府立移管や学制改革等による幾度かの校名変更を経て、1948年から現校名となる。校章は、九条家の家紋である九条藤をデザインしたものの中に「高」の文字を入れたものを使用している。

## 設置学科
- システム園芸科 - 創立以来の農業系学科。園芸の基礎から最先端のバイオ科学等、幅広い分野の農業技術を学習し、コンピュータを使用しての本格的な農業情報処理を行いながら、専門スキルを身に付ける事を目的としている。
- 情報企画科 - 情報活用能力や総合的な企画力や経済技術を学習しながら、高度情報化社会に対応でき得る取り組みを目指している。
- 普通科

## 沿革
- 1901年5月 - 相楽郡立農学校開校。翌6月、相楽郡立農林学校に改称。
- 1922年1月 - 京都府に移管、京都府立木津農学校に改称。
- 1943年3月 - 女子部を設置。
- 1948年
  - 4月 - 京都府立木津農業高等学校に改称。
  - 9月 - 定時制課程を本校・和束分校・大河原分校に設立。それぞれ農業科及び家庭科を置く。
  - 10月 - 京都府立木津高等学校に改称。普通科農業科及び商業科を設置。
- 1953年4月 - 全日制課程に茶業科を開設。
- 1956年4月 - 全・定課程に家庭科を開設。
- 1957年1月 - 大河原分校の生徒募集停止。
- 1960年3月 - 大河原分校を閉校。
- 1963年2月 - 定時制課程本校生徒募集停止。家庭科の生徒募集を停止し家政科を設置する。
- 1965年1月 - 茶業科生徒募集停止。和束分校農業科の生徒募集を停止し農茶業科を設置。
- 1966年3月 - 本校の定時制課程を廃止。
- 1968年3月 - 全日制課程に園芸科設置。
- 1979年3月 - 全日制課程家政科の生徒募集停止。
- 1982年3月 - 家政科を廃止。
- 1983年4月 - 通学圏分割に伴い、山城通学圏から山城南通学圏へ移行
- 1985年11月 - 和束分校の生徒募集停止。
- 1989年3月 - 和束分校を閉校。
- 1993年4月 - 農業科・園芸科の生徒募集を停止し、システム園芸科設置。商業科の生徒募集を停止し、情報企画科設置。
- 2004年4月 - 通学圏統合に伴い山城南通学圏から山城通学圏に統合。総合選抜から単独選抜へ移行。
- 2011年4月 - 普通科の類型制度廃止。
- 2017年11月 - 国際認証のGLOBALG.A.P（農業生産工程管理）を「荒茶工程」で取得
- 2024年8月-木津高等学校生徒会本部が西脇府知事より「京都府交通対策協議会交通安全功労等表彰」を直接受賞

## 校歌
作詞：岩城準太郎、作曲：幾尾純。創設100年以上の学校だが、歌詞に学校名が入っていない。

## 課外活動
文化祭やマラソン大会などの行事がある。(現在2025年はマラソン大会は行われていない。）春ごろに団体鑑賞がなら100年会館で行われる。（現在2025年は行われていない。）部活動では化学クラブ（木津川の水質調査での調査や地方での発表）が良い成績を残している。
また、毎月、ボランティア活動として最寄駅である木津駅前の清掃活動を行っており、特に生徒会本部は木津警察と協力して、啓発活動を行っている。

## 附属施設

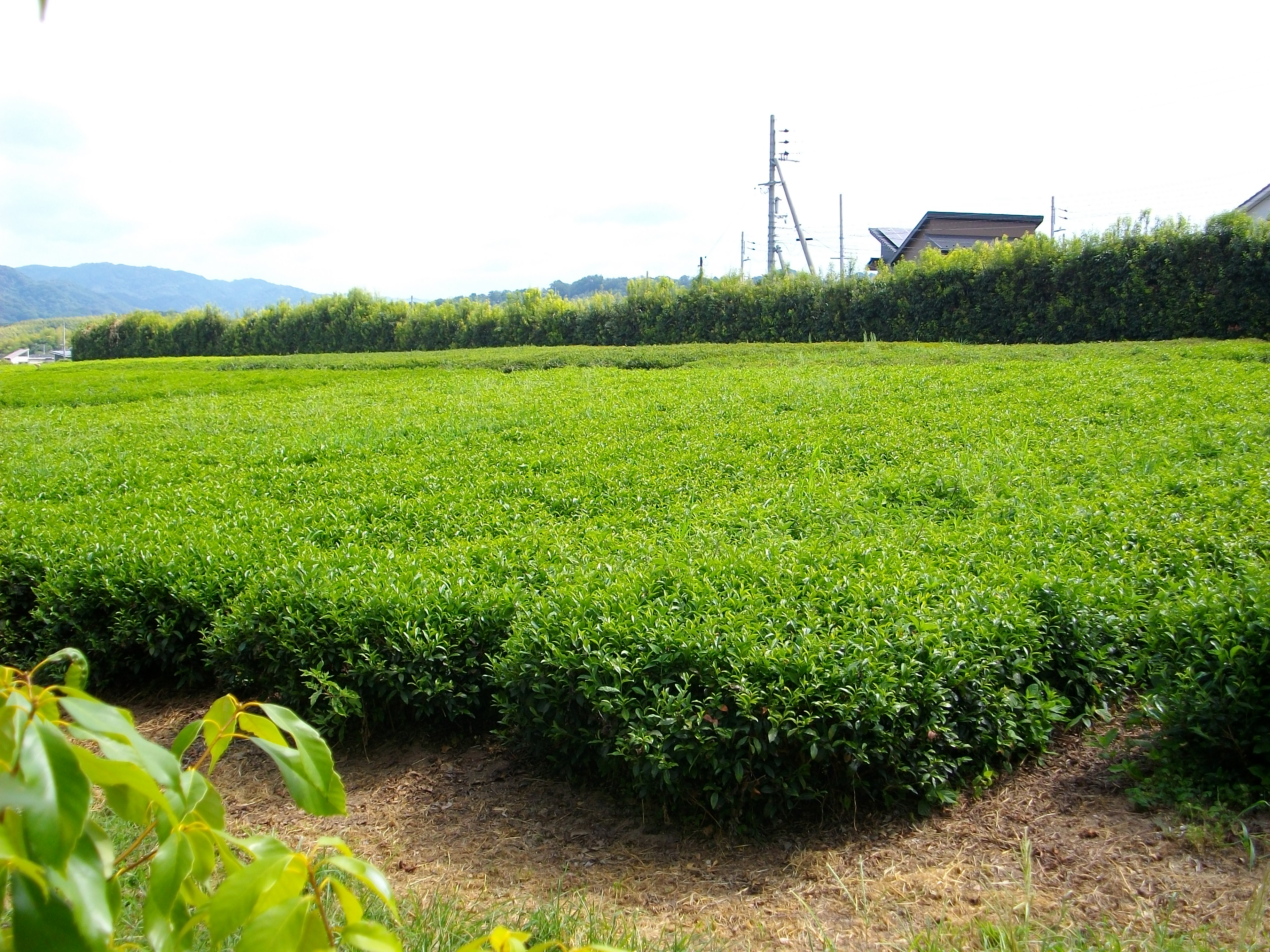
附属茶園

学校に接するように茶園（茶畑）と製茶工場を併設しており、それが日本遺産「日本茶800年の歴史散歩」と京都府の観光地域づくり法人が推進する「お茶の京都」の構成資産となっている。

## アクセス
- 木津駅 - JR関西本線（大和路線）・奈良線・学研都市線

## 著名な卒業生
- 加藤一二三（将棋棋士、名人）
- ナダル（お笑い芸人、コロコロチキチキペッパーズ）
- 西山正容（英語学者、英文学者）
- 河井規子（前・木津川市長）
- 奥田真理子（小説家）
- 町田星児（お笑い芸人、ヘッドライト）